# Eurosong 2006 (Belgien)
Die belgische nationale Vorentscheidung zum Eurovision Song Contest 2006 hieß Eurosong '06.

## System
Zum ersten Mal umfasste der belgische Vorentscheid auch Viertelfinalrunden: In jedem Viertelfinale traten sieben Kandidaten an. Drei von ihnen qualifizierten sich für die beiden Halbfinals, in denen sich auch wieder drei von sieben Kandidaten für das Finale qualifizieren. In den beiden Halbfinals starten insgesamt 14 Titel, da eine Expertenjury zwei Wildcards vergab.
Nach den Halbfinals entschied eine Expertenjury über einen weiteren Finalteilnehmer. Das Finale umfasste also sieben Kandidaten.

### Abstimmung
In den Viertel- und Halbfinals gab es neben dem Televoting insgesamt vier Jurys: eine Expertenjury (in den nachfolgenden Tabellen Exp.), eine Pressejury (in den nachfolgenden Tabellen Presse) und zwei Radiojurys, die eine von Radio 2 (in den nachfolgenden Tabellen R2), die andere von Radio Donna (in den nachfolgenden Tabellen RD). Die Jurys konnten Punktzahlen von 1 bis 5, 7 und 9 vergeben, das Televoting (in den nachf. Tabellen TED) die doppelten Punktzahlen, also 2, 4, 6, 8, 10, 12, 14 und 18.
Im Finale wurden die Jurys noch durch drei Internationale Jurys – eine deutsche, eine israelische und eine polnische unterstützt. Damit das Televoting noch genügend Anteil am Gesamtergebnis hat, wurden seine Anteile auf das Dreifache einer Jury angehoben. Das Televoting konnte also die Punktzahlen 3, 6, 9, 12, 15, 21 und 27 vergeben. Deutschland, Polen und Israel wurden als Länder-Jurys im Finale gewählt, da sie, so Peeters im Finale, dem Siegerlied des ESC bei den letzten acht Wettbewerben stets Punkte gegeben haben. Beispielsweise gab Deutschland Israel 1998 7 Punkte, Schweden 1999 2 Punkte, Dänemark 2000 12 Punkte, Estland 2001 10 Punkte, Lettland 2002 12 Punkte, der Türkei 2003 10 Punkte, der Ukraine 2004 6 Punkte und Griechenland 2005 12 Punkte. Zum Vergleich: Die Schweiz gab der Ukraine 2004 keine Punkte, musste ferner 1999, 2001 und 2003 pausieren und konnte so keine Punkte vergeben.
Die Punkte des Telefonvotings wurden vom damaligen flämischen Ministerpräsidenten Yves Leterme verkündet.

## Viertelfinals

### Erstes Viertelfinale am 8. Januar
| Nr. | Interpret        | Titel                 | Übersetzung                      | Jurys & Televoting | Jurys & Televoting | Jurys & Televoting | Jurys & Televoting | Jurys & Televoting | Insg. | Platz |
| Nr. | Interpret        | Titel                 | Übersetzung                      | R2                 | RD                 | Exp.               | Presse             | TED                | Insg. | Platz |
| --- | ---------------- | --------------------- | -------------------------------- | ------------------ | ------------------ | ------------------ | ------------------ | ------------------ | ----- | ----- |
| 01  | Brahim           | P.O.W.E.R.            | K.R.A.F.T.                       | 7                  | 9                  | 7                  | 7                  | 14                 | 44    | 2.    |
| 02  | Jeason           | Dame amor, dame vida  | Gib mir Liebe, gib mir Leben     | 3                  | 4                  | 5                  | 2                  | 10                 | 24    | 3.    |
| 03  | Sonny O’Brien    | I'll be there for you | Ich werde für dich da sein       | 5                  | 5                  | 4                  | 5                  | 04                 | 23    | 4.    |
| 04  | Fantoom          | Hier sta ik           | Hier bin ich                     | 2                  | 3                  | 1                  | 1                  | 08                 | 15    | 6.    |
| 05  | Vanessa Chinitor | Beyond you            | Hinter dir                       | 1                  | 1                  | 3                  | 3                  | 02                 | 10    | 7.    |
| 06  | Zenna            | Someone is calling    | Jemand ruft                      | 4                  | 4                  | 2                  | 4                  | 06                 | 18    | 5.    |
| 07  | Katerine         | Watch me move         | Sieh mir zu, wie ich mich bewege | 9                  | 7                  | 9                  | 9                  | 18                 | 52    | 1.    |

Aus dem ersten Viertelfinale qualifizierte sich als Wildcard-Gewinner außerdem Sonny O’Brien mit seinem Lied I'll be there for you.
Vanessa Chinitor vertrat Belgien beim Eurovision Song Contest 1999 in Jerusalem und erreichte mit Like the wind den zwölften Rang.

### Zweites Viertelfinale am 15. Januar
| Nr. | Interpret        | Titel                            | Übersetzung                          | Jurys & Televoting | Jurys & Televoting | Jurys & Televoting | Jurys & Televoting | Jurys & Televoting | Insg. | Platz |
| Nr. | Interpret        | Titel                            | Übersetzung                          | R2                 | RD                 | Exp.               | Presse             | TED                | Insg. | Platz |
| --- | ---------------- | -------------------------------- | ------------------------------------ | ------------------ | ------------------ | ------------------ | ------------------ | ------------------ | ----- | ----- |
| 01  | Casa Creola      | Easy esta noche                  | Einfach heute Nacht                  | 2                  | 5                  | 2                  | 4                  | 04                 | 14    | 6.    |
| 02  | Afi              | Not that beautiful               | Nicht wirklich schön                 | 5                  | 9                  | 7                  | 9                  | 06                 | 36    | 3.    |
| 03  | Tommy            | The best time of my life         | Die beste Zeit meines Lebens         | 3                  | 3                  | 3                  | 2                  | 08                 | 16    | 5.    |
| 04  | Barbara Dex      | Crazy                            | Verrückt                             | 9                  | 7                  | 5                  | 5                  | 18                 | 44    | 1.    |
| 05  | Beatoxic         | Feel like...                     | Sich fühlen wie...                   | 1                  | 1                  | 1                  | 1                  | 02                 | 06    | 7.    |
| 06  | Els de Schepper  | Als ik je morgen ergens tegenkom | Wenn ich dir morgen irgendwo begegne | 4                  | 4                  | 4                  | 3                  | 10                 | 25    | 4.    |
| 07  | Roxane Kalishoek | Push it                          | Drück es                             | 7                  | 2                  | 9                  | 7                  | 14                 | 39    | 2.    |

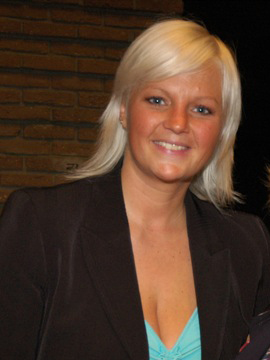
Barbara Dex qualifizierte sich mit dem Lied Crazy für das zweite Halbfinale.

Aus dem zweiten Viertelfinale qualifizierte sich Els de Schepper mit dem Lied Als ik je morgen ergens tegenkom neben den drei regulären Qualifikanten als Wildcard-Besitzer.
Barbara Dex vertrat Belgien beim Eurovision Song Contest 1993 in Millstreet – und erreichte den letzten (25.) Rang.

### Drittes Viertelfinale am 22. Januar

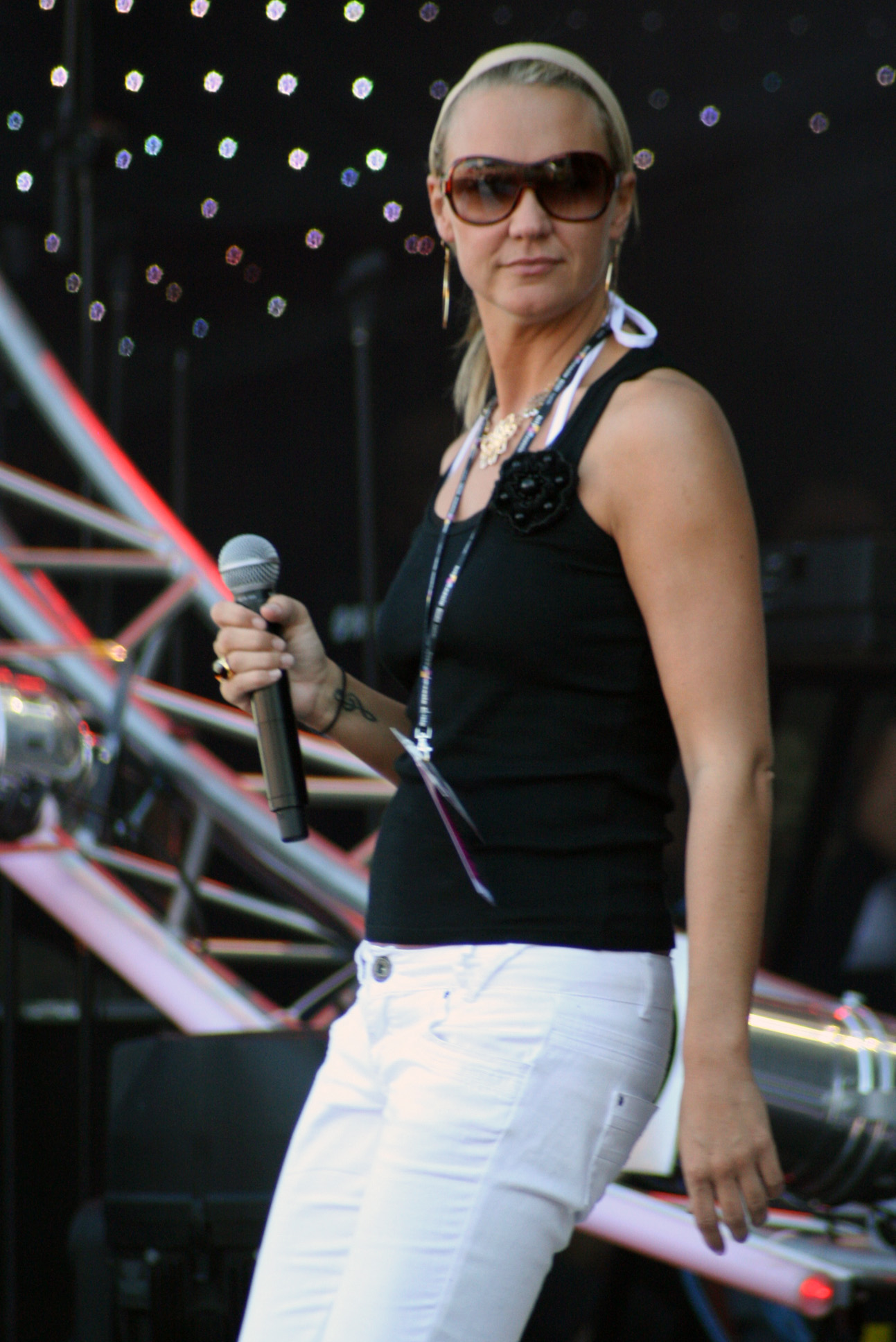
Kate Ryan qualifizierte sich mit Je t'adore für das erste Halbfinale.

| Nr. | Interpret      | Titel                   | Übersetzung                           | Jurys & Televoting | Jurys & Televoting | Jurys & Televoting | Jurys & Televoting | Jurys & Televoting | Insg. | Platz |
| Nr. | Interpret      | Titel                   | Übersetzung                           | R2                 | RD                 | Exp.               | Presse             | TED                | Insg. | Platz |
| --- | -------------- | ----------------------- | ------------------------------------- | ------------------ | ------------------ | ------------------ | ------------------ | ------------------ | ----- | ----- |
| 01  | Valérie Mouton | I can't go on like this | So kann es für mich nicht weitergehen | 2                  | 1                  | 4                  | 3                  | 04                 | 14    | 6.    |
| 02  | Kate Ryan      | Je t'adore              | Ich bewundere dich                    | 9                  | 9                  | 7                  | 9                  | 10                 | 44    | 1.    |
| 03  | Kaye Styles    | Profile                 | Profil                                | 5                  | 5                  | 9                  | 4                  | 14                 | 37    | 3.    |
| 04  | Axel Devries   | Aleen jij               | Du allein                             | 3                  | 3                  | 1                  | 1                  | 02                 | 10    | 7.    |
| 05  | Laura D        | History turning round   | Die Geschichte geht weiter            | 4                  | 4                  | 5                  | 5                  | 06                 | 24    | 4.    |
| 06  | Peter Evrard   | Coward                  | Feigling                              | 7                  | 7                  | 3                  | 7                  | 18                 | 42    | 2.    |
| 07  | Pim            | I'm your man            | Ich bin dein Mann                     | 1                  | 2                  | 2                  | 2                  | 8                  | 15    | 5.    |

### Viertes Viertelfinale am 29. Januar

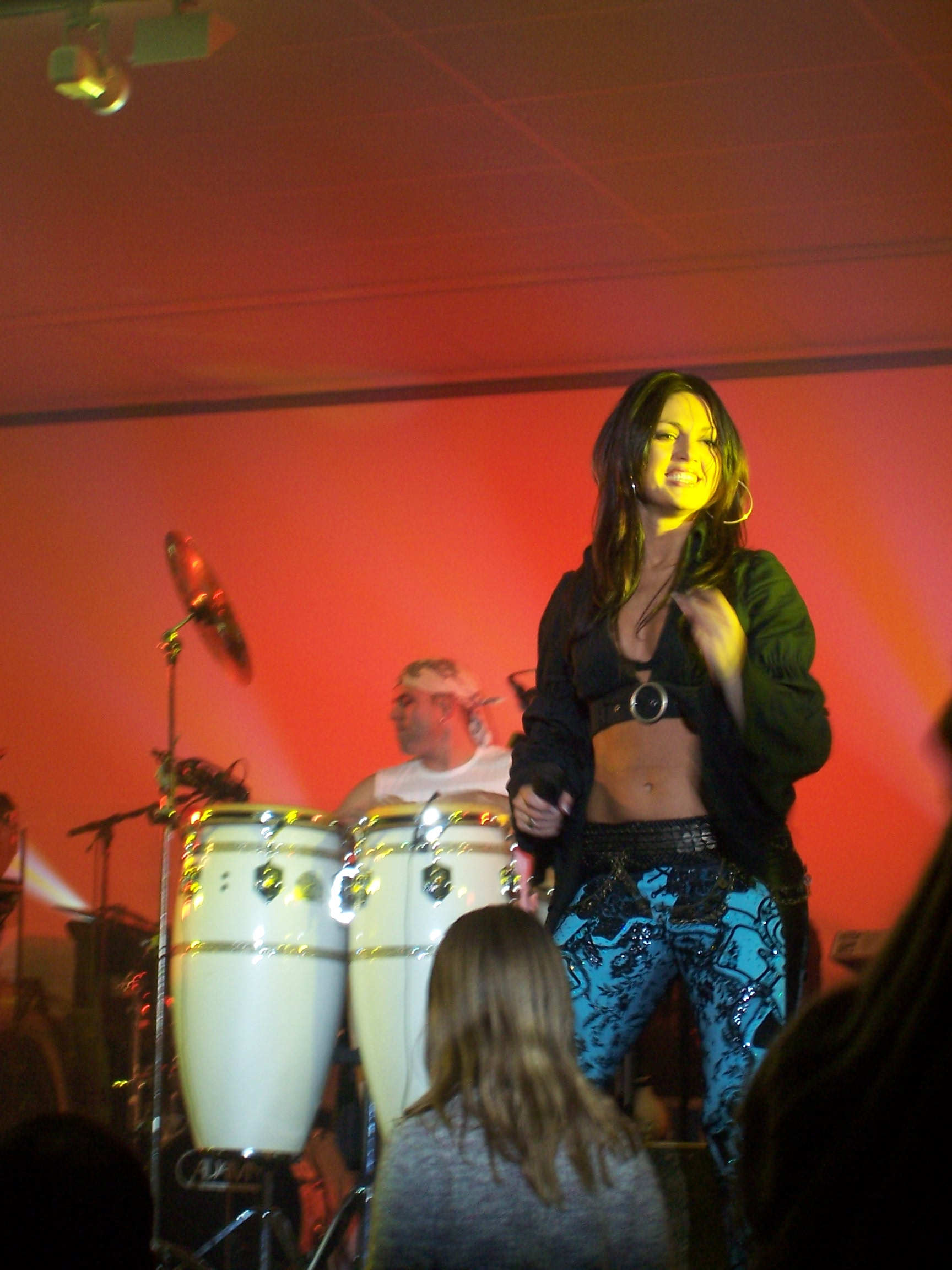
Belle Pérez nahm bereits 1999 am belgischen Vorentscheid teil, kam aber nicht über das Halbfinale heraus. 2006 konnte sie sich aber mit El mundo bailando für das zweite Halbfinale qualifizieren.

| Nr. | Interpret    | Titel                        | Übersetzung                    | Jurys & Televoting | Jurys & Televoting | Jurys & Televoting | Jurys & Televoting | Jurys & Televoting | Insg. | Platz |
| Nr. | Interpret    | Titel                        | Übersetzung                    | R2                 | RD                 | Exp.               | Presse             | TED                | Insg. | Platz |
| --- | ------------ | ---------------------------- | ------------------------------ | ------------------ | ------------------ | ------------------ | ------------------ | ------------------ | ----- | ----- |
| 01  | Kaden        | In your heaven               | In deinem Himmel               | 4                  | 1                  | 2                  | 3                  | 02                 | 12    | 6.    |
| 02  | WOEST        | Gek                          | Irre                           | 2                  | 4                  | 4                  | 4                  | 08                 | 22    | 4.    |
| 03  | Ali vs Laura | I belong to you belong to me | Ich gehöre dir, du gehörst mir | 3                  | 2                  | 1                  | 2                  | 04                 | 12    | 6.    |
| 04  | La Sakhra    | Wonderland                   | Land der Wunder                | 7                  | 7                  | 5                  | 9                  | 10                 | 38    | 2.    |
| 05  | Triskèl      | I'll be there for you        | Ich werde für dich da sein     | 1                  | 3                  | 3                  | 1                  | 06                 | 14    | 5.    |
| 06  | Belle Pérez  | El mundo bailando            | Die Welt tanzt                 | 9                  | 9                  | 9                  | 7                  | 18                 | 52    | 1.    |
| 07  | Eve Kempbel  | Not right                    | Nicht richtig                  | 5                  | 5                  | 7                  | 5                  | 14                 | 36    | 3.    |

## Halbfinals

### Erstes Halbfinale am 5. Februar
| Nr. | Interpret       | Titel                            | Jurys & Televoting | Jurys & Televoting | Jurys & Televoting | Jurys & Televoting | Jurys & Televoting | Insg. | Platz |
| Nr. | Interpret       | Titel                            | R2                 | RD                 | Exp.               | Presse             | TED                | Insg. | Platz |
| --- | --------------- | -------------------------------- | ------------------ | ------------------ | ------------------ | ------------------ | ------------------ | ----- | ----- |
| 01  | Jeason          | Dame amor, dame vida             | 2                  | 1                  | 1                  | 1                  | 04                 | 09    | 7.    |
| 02  | Eve Kempbel     | Not right                        | 3                  | 3                  | 5                  | 2                  | 08                 | 21    | 4.    |
| 03  | Els de Schepper | Als ik je morgen ergens tegenkom | 5                  | 4                  | 4                  | 4                  | 10                 | 27    | 3.    |
| 04  | Afi             | Not that beautiful               | 4                  | 5                  | 2                  | 5                  | 02                 | 18    | 5.    |
| 05  | Katerine        | Watch me move                    | 1                  | 2                  | 3                  | 3                  | 06                 | 15    | 6.    |
| 06  | Kaye Styles     | Profile                          | 7                  | 7                  | 9                  | 7                  | 14                 | 44    | 2.    |
| 07  | Kate Ryan       | Je t'adore                       | 9                  | 9                  | 7                  | 9                  | 18                 | 52    | 1.    |

### Zweites Halbfinale am 12. Februar
| Nr. | Interpret      | Titel                 | Jurys & Televoting | Jurys & Televoting | Jurys & Televoting | Jurys & Televoting | Jurys & Televoting | Insg. | Platz |
| Nr. | Interpret      | Titel                 | R2                 | RD                 | Exp.               | Presse             | TED                | Insg. | Platz |
| --- | -------------- | --------------------- | ------------------ | ------------------ | ------------------ | ------------------ | ------------------ | ----- | ----- |
| 01  | La Sakhra      | Wonderland            | 9                  | 9                  | 9                  | 9                  | 08                 | 44    | 1.    |
| 02  | Roxane         | Push it               | 1                  | 1                  | 1                  | 2                  | 02                 | 07    | 7.    |
| 03  | Sonnie O’Brien | I'll be there for you | 2                  | 2                  | 2                  | 1                  | 04                 | 11    | 6.    |
| 04  | Brahim         | P.O.W.E.R.            | 4                  | 4                  | 7                  | 7                  | 10                 | 32    | 4.    |
| 05  | Belle Pérez    | El mundo bailando     | 7                  | 5                  | 5                  | 3                  | 14                 | 34    | 3.    |
| 06  | Peter Evrard   | Coward                | 5                  | 3                  | 3                  | 4                  | 06                 | 21    | 5.    |
| 07  | Barbara Dex    | Crazy                 | 3                  | 7                  | 4                  | 5                  | 18                 | 37    | 2.    |

Als Wildcard-Gewinner zog Brahim mit P.O.W.E.R. ebenfalls in das Finale ein.

## Finale am 19. Februar
| Nr. | Interpret       | Titel                            | Jurys & Televoting | Jurys & Televoting | Jurys & Televoting | Jurys & Televoting | Jurys & Televoting | Jurys & Televoting | Jurys & Televoting | Jurys & Televoting | Insg. | Platz |
| Nr. | Interpret       | Titel                            | R2                 | RD                 | Exp.               | Presse             | Deutschland        | Israel             | Polen              | TED                | Insg. | Platz |
| --- | --------------- | -------------------------------- | ------------------ | ------------------ | ------------------ | ------------------ | ------------------ | ------------------ | ------------------ | ------------------ | ----- | ----- |
| 01  | Barbara Dex     | Crazy                            | 5                  | 2                  | 3                  | 1                  | 5                  | 3                  | 5                  | 09                 | 33    | 5.    |
| 02  | Brahim          | P.O.W.E.R.                       | 1                  | 4                  | 9                  | 3                  | 3                  | 2                  | 1                  | 15                 | 38    | 4.    |
| 03  | Belle Pérez     | El mundo bailando                | 9                  | 9                  | 2                  | 5                  | 4                  | 7                  | 9                  | 12                 | 57    | 3.    |
| 04  | Els de Schepper | Als ik je morgen ergens tegenkom | 2                  | 1                  | 1                  | 4                  | 2                  | 4                  | 3                  | 03                 | 20    | 7.    |
| 05  | La Sakhra       | Wonderland                       | 4                  | 7                  | 7                  | 9                  | 7                  | 5                  | 2                  | 21                 | 62    | 2.    |
| 06  | Kaye Styles     | Profile                          | 3                  | 3                  | 4                  | 2                  | 1                  | 1                  | 4                  | 06                 | 24    | 6.    |
| 07  | Kate Ryan       | Je t'adore                       | 7                  | 5                  | 5                  | 7                  | 9                  | 9                  | 7                  | 27                 | 76    | 1.    |

## Beim Eurovision Song Contest
Beim Contest in Athen musste Kate Ryan mit Je t'adore im Halbfinale antreten, da es Nuno Resende im Jahr zuvor nicht schaffte, sich für das Finale zu qualifizieren.
Mit 69 Punkten schaffte sie es – trotz einer gewissen Favoritenrolle – nicht, sich für das Finale zu qualifizieren.